# Bernhard Niehues (Unternehmer)
Bernhard Niehues (* 14. April 1868 in Münster; † 29. Dezember 1950 in Nordhorn) war ein deutscher Unternehmer sowie Gründer und langjähriger Inhaber des Textilunternehmens Niehues & Dütting.

## Leben
Johann Bernard Theodor Niehues wurde am 14. April 1868 in Münster als Sohn des Historikers Bernhard Niehues und dessen Ehefrau Maria geb. Crone geboren. Er war römisch-katholischer Konfession und heiratete am 25. September 1900 in Feldhausen Maria geb. Küster (1879–1962), die eine Tochter des Holzgroßhändlers Anton Küster war. Aus der Ehe gingen fünf Kinder hervor:
- Maria (Mia) Niehues (1901–1989), verheiratet mit Generalkonsul und I.G.-Farben-Manager Wilhelm Rudolf Mann, danach mit Hans Bronner (München)
- Louise (Lulu) Niehues (1903–1981), verheiratet mit Hermann Paas.
- Hedwig (Heti) Niehues (1907–1986), verheiratet mit Hans Denk (Berlin).
- Bernhard Niehues (1909–1984), verheiratet mit Sonja Esser (Düsseldorf).
- Erika Niehues (1911–1990), verheiratet mit Heinrich Greven (Köln).

Niehues machte eine kaufmännische Lehre, war danach bei der Weberei Kock in Steinfurt-Borghorst tätig und im Anschluss daran Volontär bei der Textilfirma Ludwig Povel & Co. in Nordhorn. Nach einem längeren Aufenthalt in England gründete er 1897 zusammen mit dem Textilkaufmann Friedrich Dütting (1859–1925) aus Osnabrück die Textilfirma Niehues & Dütting (N&D). Nach dem Tod von Dütting war Niehues Alleininhaber der Firma. 1928 erfolgte der Bau des fünfstöckigen Spinnerei-Hochbaus mit drei Ecktürmen in Nordhorn (NINO-Hochbau) des Stuttgarter Industriearchitekten Philipp Jakob Manz. Am 29. Dezember 1950 starb Bernhard Niehues im Alter von 82 Jahren in Nordhorn. Zu diesem Zeitpunkt hatte das Unternehmen 5000 Beschäftigte. Nach seinem Tod wurde das Unternehmen 1959 in NINO GmbH & Co. umbenannt. Bernhard Niehues wurde auf dem katholischen Nordfriedhof in Nordhorn am Deegfelder Weg bestattet.
Die Bernhard-Niehues-Straße in Nordhorn wurde nach ihm benannt.
Bernhard Niehues wurde am 31. August 1950 zum Ehrenbürger der Stadt Nordhorn ernannt. Am 1. Oktober 2020 wurde ihm seine Ehrenbürgerwürde wegen seiner politischen und wirtschaftlichen Verstrickungen mit dem NS-Regime symbolisch postum aberkannt.